# Saint-Gérand-Croixanvec
Saint-Gérand-Croixanvec ist eine französische Gemeinde mit 1.309 Einwohnern (Stand 1. Januar 2022) im Département Morbihan in der Region Bretagne. Die Gemeinde gehört zum Arrondissement Pontivy und zum Kanton Pontivy.
Sie entstand mit Wirkung vom 1. Januar 2022 als Commune nouvelle durch Zusammenlegung der bis dahin selbstständigen Gemeinden Saint-Gérand und Croixanvec, die fortan den Status von Communes déléguées besitzen. Der Verwaltungssitz befindet sich in Saint-Gérand.

## Gemeindegliederung
| Commune déléguée               | Ehemaliger INSEE-Code | PLZ   | Fläche (km²) | Einwohnerzahl (2022) |
| ------------------------------ | --------------------- | ----- | ------------ | -------------------- |
| Saint-Gérand (Verwaltungssitz) | 56213                 | 56920 | 18,05        | 1.128                |
| Croixanvec                     | 56049                 | 56920 | 06,09        | .0181                |

## Geographie
Saint-Gérand-Croixanvec liegt an der nördlichen Grenze des Départements zum benachbarten Département Côtes-d’Armor ca. sieben Kilometer nordöstlich von Pontivy und gehört zum Pays de Pontivy.
Umgeben wird Saint-Gérand-Croixanvec von den sechs Nachbargemeinden:
| Kergrist | Hémonstoir (Côtes-d’Armor)                  |               |
| Neulliac | Kompassrose, die auf Nachbargemeinden zeigt | Saint-Gonnery |
|          | Noyal-Pontivy                               | Gueltas       |

Der Fluss Saint-Niel, ein Nebenfluss des Blavet, entspringt auf dem Gebiet der Gemeinde und durchquert sie von Nordost nach Südwest. Der Canal de Nantes à Brest durchzieht das Gemeindegebiet von Ost nach West.

## Sehenswürdigkeiten
| Name                                      | Ort          | Bemerkungen                                             | Bild |
| ----------------------------------------- | ------------ | ------------------------------------------------------- | ---- |
| Pfarrkirche Saint-Gérand                  | Saint-Gérand | 16. Jahrhundert                                         |      |
| Friedhofskreuz                            | Saint-Gérand | 16. Jahrhundert, als Monument historique eingeschrieben |      |
| Kapelle Saint-Dredeno                     | Saint-Gérand | 16. Jahrhundert                                         |      |
| Fontaine des Reliques                     | Saint-Gérand | 18. Jahrhundert                                         |      |
| Pfarrkirche Saint-Samson et Saint-Maurice | Croixanvec   | 18. Jahrhundert                                         |      |

## Verkehr

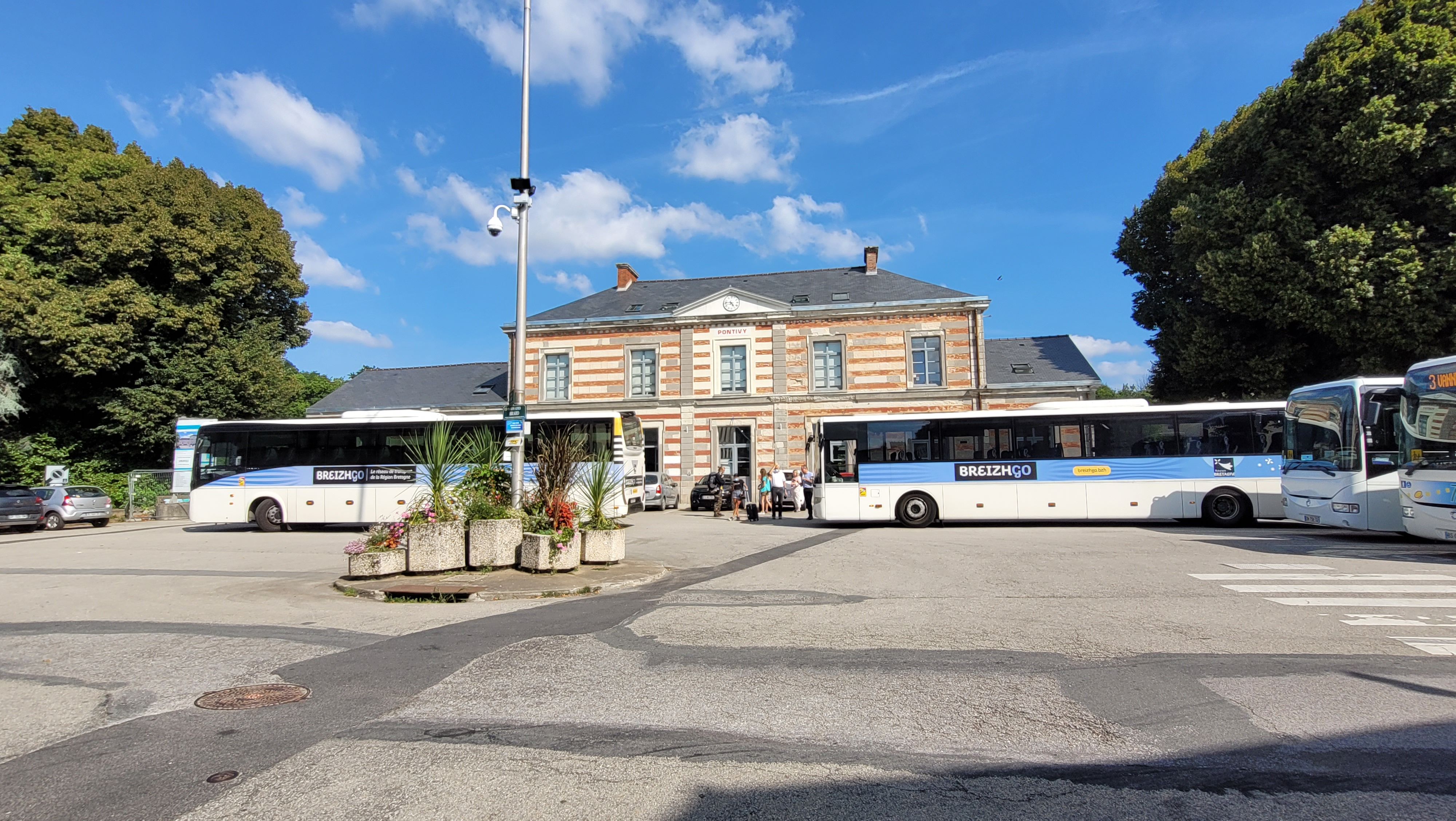
Busbahnhof in Pontivy

Die vierspurig ausgebaute Route départementale 768 und ehemalige Route nationale 168 durchquert die Gemeinde von Ost nach West. Eine weitere überörtliche Straßenverbindung ist die Route départementale 125, die das Gemeindezentrum mit Rohan verbindet.
Eine Buslinie des öffentlichen Personenverkehrs der Region Bretagne, BreizhGo, verbindet die Gemeinde in nördlicher Richtung mit Saint-Brieuc, in südwestlicher Richtung mit Lorient und realisiert somit den Anschluss an den Bahnfernverkehr. Die Bahnstrecke Saint-Brieuc–Pontivy, die durch das Gemeindegebiet führt, endet heute kurz vor dem Bahnhof Saint-Gérand, ein Industriebetrieb wird noch bedient.